# 癡
癡（ち、
新字体: 痴、巴: 梵: moha）は、仏教における煩悩のひとつで、無知・蒙昧を指す。。時には無明（Avidyā）と同義である。別名を愚癡（、愚痴）、我癡（、我痴）、また無明ともいう。
癡は貪、瞋と共に、渇愛につながる要素（三毒、三不善根）だとされて、それは生存の輪である十二因縁の一部となっている。そのシンボルは豚であり、チベットの六道仏画では中心に描かれている。
- 上座部仏教における不善心所のひとつ。
- 説一切有部の五位七十五法のうち、大煩悩地法の一つ[6]。
- 大乗仏教アビダルマにおける六つの根本煩悩のひとつ[7]。